# Lounasda
Lounasda (franska: Lounasda (CR), Lounasda (Commune Rurale), arabiska: الهيادنة) är en kommun i Marocko.   Den ligger i provinsen El Kelaâ des Sraghna och regionen Marrakech-Safi, i den norra delen av landet, 210 km söder om huvudstaden Rabat. Antalet invånare är 9 568.